# Buccochromis lepturus
Buccochromis lepturus är en fiskart som först beskrevs av Regan 1922.  Buccochromis lepturus ingår i släktet Buccochromis och familjen Cichlidae. IUCN kategoriserar arten globalt som livskraftig. Inga underarter finns listade.